# Sonja Maria Bluhm
Sonja Maria Bluhm (Hanau, 10 de enero de 1998) es una ajedrecista alemana, titulada como Maestra Internacional Femenina (WIM) por la Federación Internacional de Ajedrez (FIDE) desde junio de 2019.

## Formación y actividad profesional
Aprendió a jugar ajedrez a los seis años. Cursa estudios de Derecho en la Universidad Johann Wolfgang Goethe. Hasta la primavera de 2022 fue presentadora en la plataforma Chess24, en su sede de Hamburgo. Tras el cierre de esta filial, comenzó a transmitir en Twitch bajo el nombre de bluhmanda. Desde octubre de 2024, produce y presenta el Bluhmecke Chess Podcast junto con la Maestra Candidata Femenina (WCM) Katharina Reinecke.

## Trayectoria ajedrecística
Obtuvo las normas necesarias para el título de WIM en agosto de 2016 durante el 20.º torneo Hogeschool Zeeland en Vlissingen, así como en las temporadas 2017/18 y 2018/19 de la Liga Femenina Alemana de Ajedrez. Fue campeona juvenil de Alemania en las categorías sub-10 (2008), sub-12 (2010) y sub-16 (2014), y subcampeona en las categorías sub-12 (2009), sub-14 (2011 y 2012), sub-16 (2013) y sub-18 (2015).

### Clubes
Ha estado vinculada a clubes como Amigos del Ajedrez Neuberg, SV 1920 Hofheim y Mayrhofen/SK Zell/Zillertal.